# 努库阿洛法
努庫阿洛法是湯加的首都，也是湯加最大的城市和政治、行政、經濟和文化中心，位于湯加群島最南端的汤加塔布岛的北部海岸。其人口約為23,221人，佔該國人口的近四分之一。是全國唯一的市區  。
努庫阿洛法的建立為湯加歷史上的重要組成部分，早在公元前800年，原住民就在該地區建立定居點，當19世紀成為湯加王國的政治和行政中心後，其城市的基礎設施和經濟發展則優於其他地區，許多設備最完善的醫院和著名的教育機構都位於該市。

## 歷史

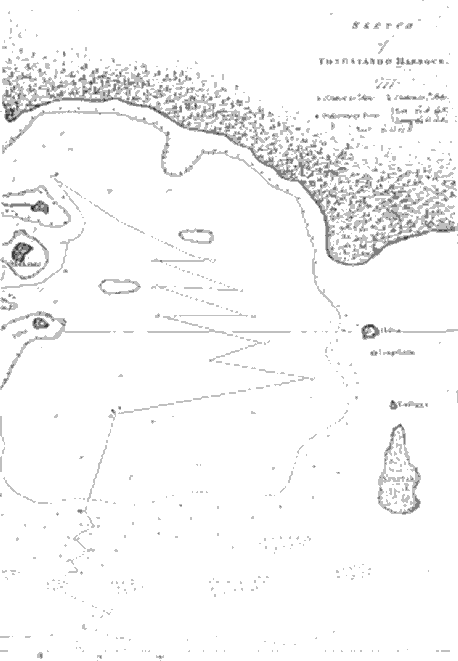
詹姆士·庫克船長於1777年繪製的第一張有記錄的湯加塔布港地圖。該地圖清楚地顯示了努庫阿洛法灣及其在潘蓋莫杜島（Pangaimotu）附近的錨定位置

### 詞源由來
根據湯加的神話傳說和语源学，努库阿洛法（Nukuʻalofa）這個名稱其實是由兩個字組成，分別是：努库（Nuku）居留的意思，阿洛法（ʻalofa）愛的意思。

### 第一次西方記錄
1777年6月10日，英國皇家海軍軍官詹姆士·庫克曾在日誌寫下了他抵達錨地的消息，他對這個地方的描述以及地圖位置證實了這是當前的努庫阿洛法灣，庫克在這次航行的紀錄中從未使用過努庫阿洛法這個名字或任何其他拼寫，但他則有提到了位於錨地以東的潘蓋莫杜島（Pangaimotu）。根據庫克本人繪製的地圖顯示，他們在此次登陸並停留的地點位於現代努庫阿洛法東部的西利西亞地區。
努庫阿洛法的第一個文字記錄，記載於喬治·瓦森於 1810 年出版的第一本湯加專著，瓦森是倫敦傳道會的英國傳教士，他於1797年抵達湯加。第二個最古老紀錄努庫阿洛法的書籍，則是由酋長Fīnau ʻUlukālala的養子威廉·馬連拿（William Mariner）於1817年出版的《東加群島土著人的記述》。馬連拿描述了他在成為Ulukālala的養子（1806-1810年）期間的經歷。並描述了島嶼內戰和對努庫阿洛法堡的圍攻戰。 1826年4月，兩名大溪地倫敦傳教士再度來到當地傳教時遭到努庫阿洛法酋長喬治·圖普一世拘留，後獲準離開大溪地到達斐濟。
1827年，衛理公會傳教士抵達了努庫阿洛法，強化當地的基督教信仰。由於位於希希福和哈克等地的基督徒遭受迫害，迫使許多人在努庫阿洛法避難。在圖普一世的鼓勵下，努庫阿洛法開始擴張，成為湯加基督教的主要中心，努庫阿洛法也從一個小村莊和堡壘轉變成一座城鎮，1840年，美國探險隊與阿萊阿莫圖阿國王 (Aleamotu`a) 會面。

### 近代
1875年，湯加憲法宣言正式將努庫阿洛法定為湯加首都。圖普一世於1875年11月4日在努庫阿洛法頒布了湯加憲法。憲法還規定（第38條）議會將在努庫阿洛法舉行會議，除非在戰時。由於努庫阿洛法在19世紀成為基督教中心後一直在擴張規模，因此對其進行重組以有效管理首都變得至關重要。因此將努庫阿洛法被劃分為三個主要地區：努庫阿洛法，科洛弗歐和Ma'ufanga。
1960年代之後，努庫阿洛法經歷了快速增長，部分原因是吸收了附近的其他村莊和城鎮，2006年，該市商業區的許多建築物在首都騷亂摧毀，其中抗議者包括要求建立更民主的政府。騷亂期間約有6人喪生，該市金融區的四分之三被毀，其中大部分是中國移民商店，重建工作於2008年開始，由中國提供的5500萬美元貸款資助，並在2012年完成。

### 2022年汤加海底火山喷发
2022年1月15日，位於努瓜婁發以北約65公里的洪阿湯加－洪阿哈阿帕伊島發生海底火山噴發，在努库阿洛法引发了5.8级地震，隨後引發的海嘯襲擊了首都，據報導，首都遭受了重大破壞，除了城市停電，海水倒灌導致主要街道和許多建築物被洪水淹沒外。當地通信被火山灰干擾，整個城市曾一度處於通信中斷狀態。

## 位置

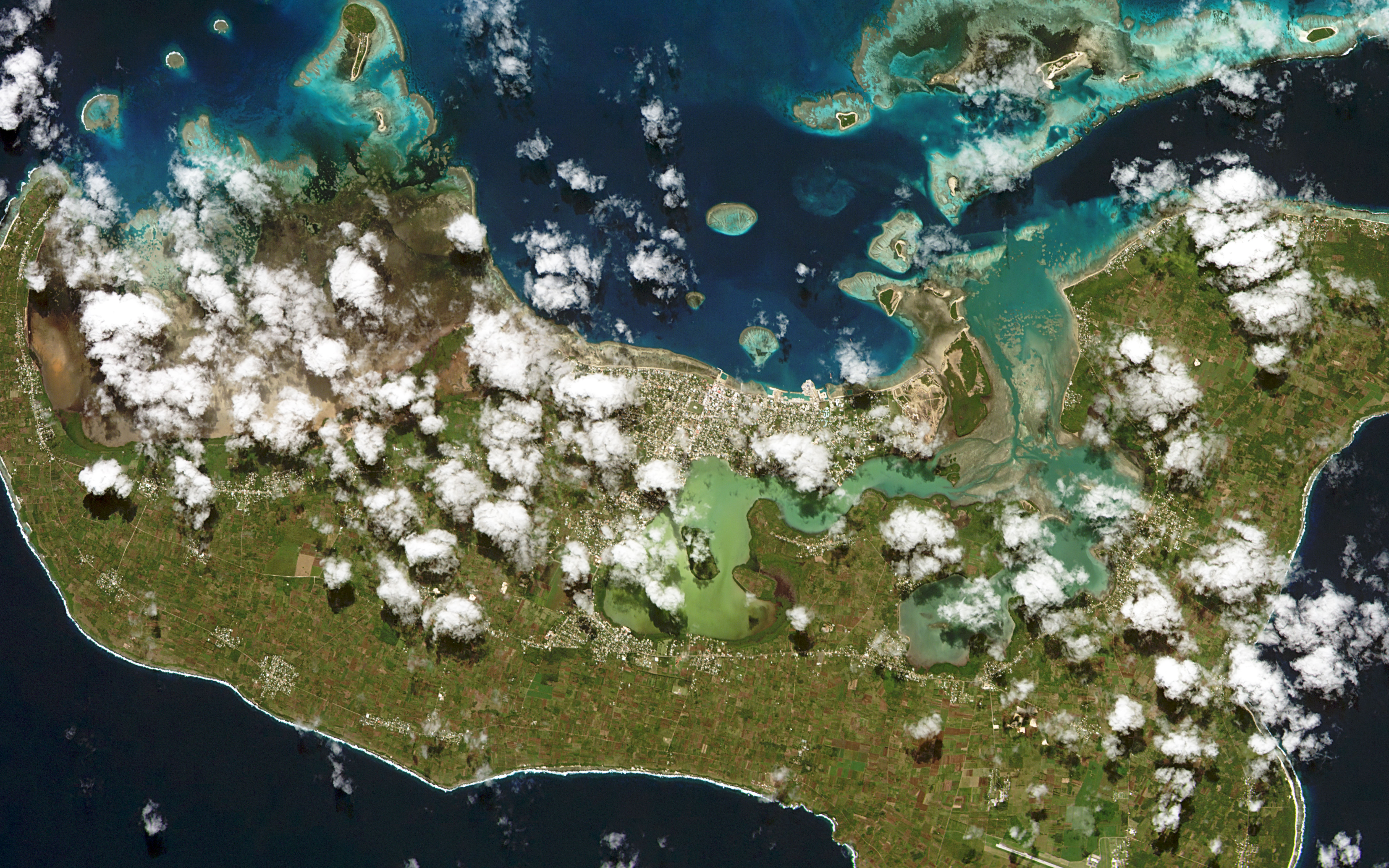
從太空看努庫阿洛法

努庫阿洛法位於湯加群島最南端的汤加塔布岛北部海岸，總面積11.41平方公里。包括大都市區的面積則達34.82平方公里，其城市位於斐濟首都蘇瓦東南約750公里，距紐西蘭奧克蘭約2000公里，努庫阿洛法的地質整體為平坦的。平均海拔約2至4公尺，此外該地區整體土壤資源肥沃。尤其是城市北部海岸附近的土壤。據稱是受到來自鄰近島嶼的火山灰的影響。:5–10

當前，努庫阿洛法是湯加最重要的商業、交通、社會中心，湯加王宮、湯加衛理公會教堂和所有的政府建築都在努瓜婁發。由於地理上的優勢，努瓜婁發成為全球首個迎接新的一天的城市，因此在每年的元旦，全球的媒體均會報導努瓜婁發新年的情況。

### 氣候
努庫阿洛法屬於柯本气候分类法下的熱帶雨林氣候(Af) 。該城市在一年中確實經歷了明顯的潮濕和乾燥時期，但它沒有真正的旱季月份，努庫阿洛法每月降水量低於60毫米（2.4英寸）。1月和2月的氣溫略高於 25°C（77°F），而6月和7月的平均氣溫約為 21°C（70°F）。努庫阿洛法每年的降水量略高於1,700 毫米（67 英寸）。由於信風幾乎是永久性的，熱帶氣旋在努庫阿洛法並不罕見。
| 努瓜婁發 (海拔：2公尺) | 努瓜婁發 (海拔：2公尺) | 努瓜婁發 (海拔：2公尺) | 努瓜婁發 (海拔：2公尺) | 努瓜婁發 (海拔：2公尺) | 努瓜婁發 (海拔：2公尺) | 努瓜婁發 (海拔：2公尺) | 努瓜婁發 (海拔：2公尺) | 努瓜婁發 (海拔：2公尺) | 努瓜婁發 (海拔：2公尺) | 努瓜婁發 (海拔：2公尺) | 努瓜婁發 (海拔：2公尺) | 努瓜婁發 (海拔：2公尺) | 努瓜婁發 (海拔：2公尺) |
| 月份                   | 1月                    | 2月                    | 3月                    | 4月                    | 5月                    | 6月                    | 7月                    | 8月                    | 9月                    | 10月                   | 11月                   | 12月                   | 全年                   |
| ---------------------- | ---------------------- | ---------------------- | ---------------------- | ---------------------- | ---------------------- | ---------------------- | ---------------------- | ---------------------- | ---------------------- | ---------------------- | ---------------------- | ---------------------- | ---------------------- |
| 历史最高温 °C（°F）    | 32 (90)                | 32 (90)                | 31 (88)                | 30 (86)                | 30 (86)                | 28 (82)                | 28 (82)                | 28 (82)                | 28 (82)                | 29 (84)                | 30 (86)                | 31 (88)                | 32 (90)                |
| 平均高温 °C（°F）      | 29.4 (84.9)            | 29.9 (85.8)            | 29.6 (85.3)            | 28.5 (83.3)            | 26.8 (80.2)            | 25.8 (78.4)            | 24.9 (76.8)            | 24.8 (76.6)            | 25.3 (77.5)            | 26.4 (79.5)            | 27.6 (81.7)            | 28.7 (83.7)            | 27.3 (81.1)            |
| 日均气温 °C（°F）      | 26.4 (79.5)            | 26.8 (80.2)            | 26.6 (79.9)            | 25.3 (77.5)            | 23.6 (74.5)            | 22.7 (72.9)            | 21.5 (70.7)            | 21.5 (70.7)            | 22.0 (71.6)            | 23.1 (73.6)            | 24.4 (75.9)            | 25.6 (78.1)            | 24.1 (75.4)            |
| 平均低温 °C（°F）      | 23.4 (74.1)            | 23.7 (74.7)            | 23.6 (74.5)            | 22.1 (71.8)            | 20.3 (68.5)            | 19.5 (67.1)            | 18.1 (64.6)            | 18.2 (64.8)            | 18.6 (65.5)            | 19.7 (67.5)            | 21.1 (70.0)            | 22.5 (72.5)            | 20.9 (69.6)            |
| 历史最低温 °C（°F）    | 16 (61)                | 17 (63)                | 15 (59)                | 15 (59)                | 13 (55)                | 11 (52)                | 10 (50)                | 11 (52)                | 11 (52)                | 12 (54)                | 13 (55)                | 16 (61)                | 10 (50)                |
| 平均降雨量 mm（）      | 174 (6.9)              | 210 (8.3)              | 206 (8.1)              | 165 (6.5)              | 111 (4.4)              | 95 (3.7)               | 95 (3.7)               | 117 (4.6)              | 122 (4.8)              | 128 (5.0)              | 123 (4.8)              | 175 (6.9)              | 1,721 (67.8)           |
| 平均降雨天数           | 17                     | 19                     | 19                     | 17                     | 15                     | 14                     | 15                     | 13                     | 13                     | 11                     | 12                     | 15                     | 180                    |
| 平均相對濕度（％）     | 77                     | 78                     | 79                     | 76                     | 78                     | 77                     | 75                     | 75                     | 74                     | 74                     | 73                     | 75                     | 76                     |
| 来源：Weatherbase      |                        |                        |                        |                        |                        |                        |                        |                        |                        |                        |                        |                        |                        |

## 人口
根據2016年人口和住房普查，努庫阿洛法的居民共有23221人，佔全國人口的23.20%，其中該城市有98%的人口為湯加人（玻里尼西亞人），其餘為歐洲人及其後裔和其他太平洋島嶼人，還有少數華人和印度人。通用湯加語和英語。居民多數信奉基督教，由於城市面積有限，因此近年來該城市則面臨大量人口，受限城市地區發展規劃等問題。
1931 年以來。努庫阿洛法的人口正在高速增長。並且一直有增加的趨勢，這是因為來自其他島嶼的農村人口想要來到城市尋求教育和職業機會。然而在2016年，努庫阿洛法的人口增長率有所下降，預計在2030年，努庫阿洛法的人口估計將達到45,000人。

## 政府

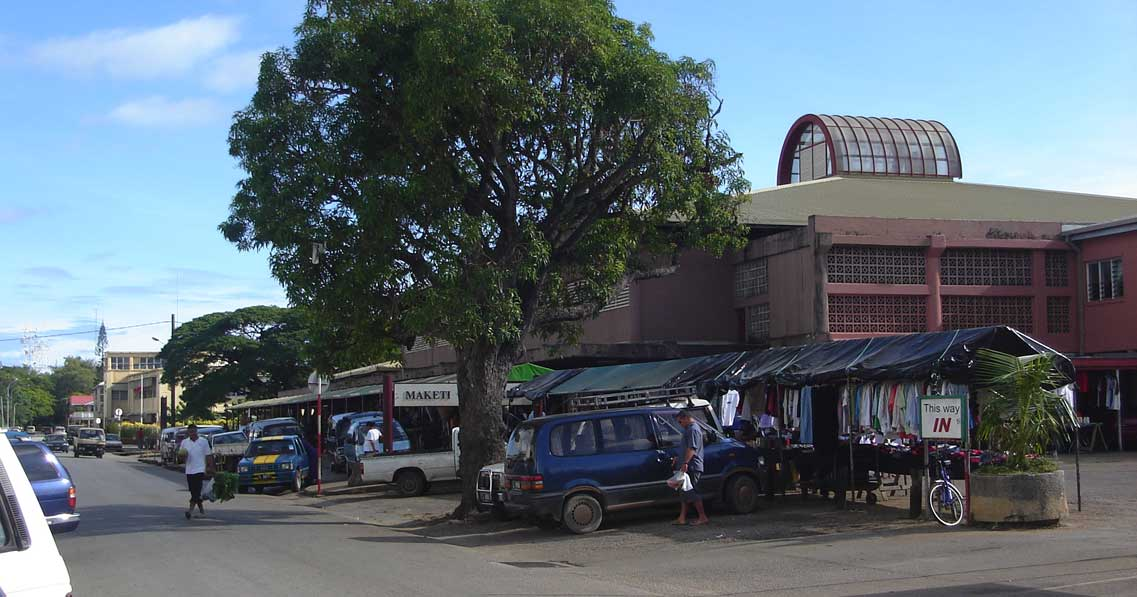
努库阿洛法的市集

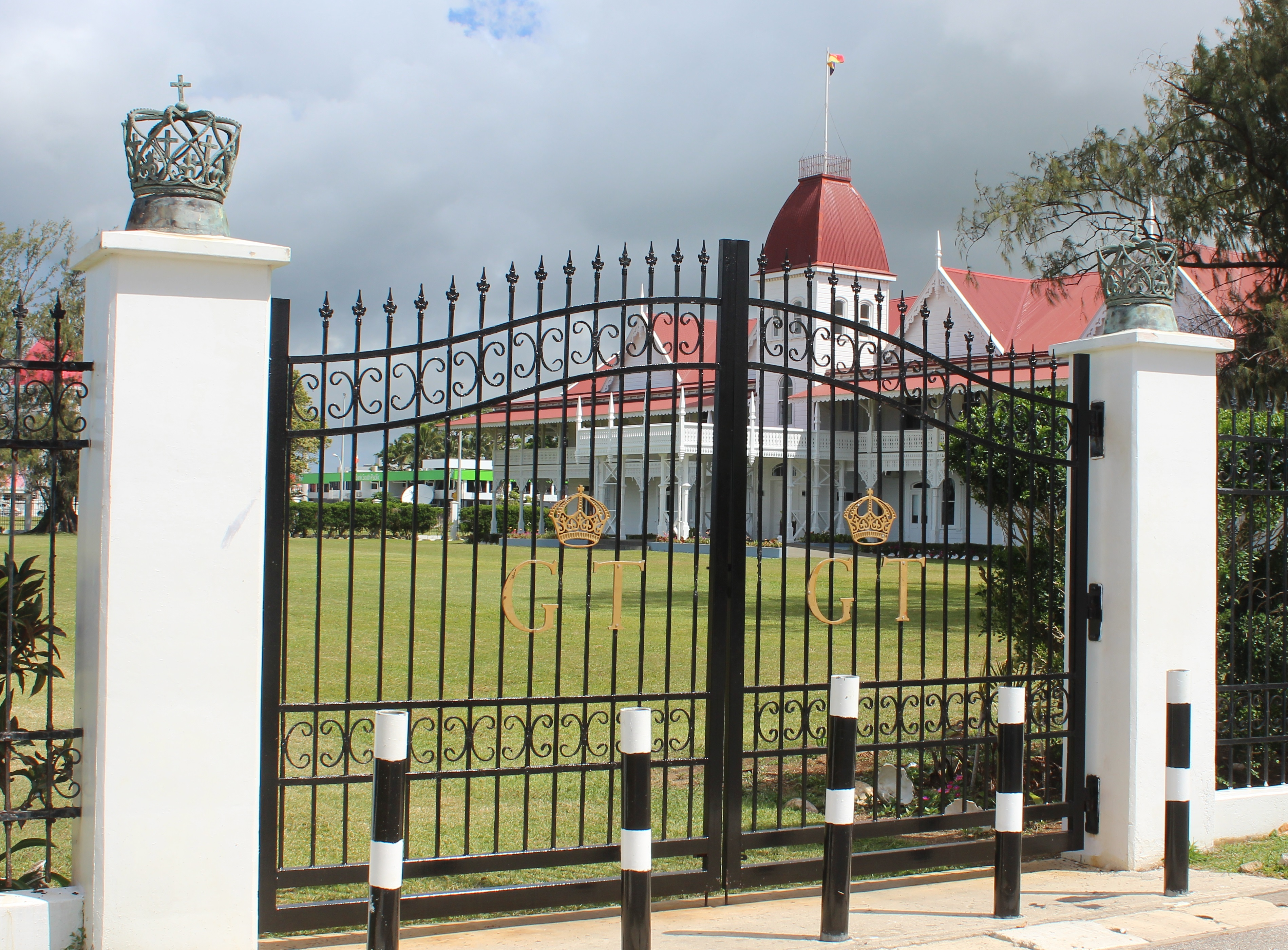
湯加王宮

與湯加的所有城鎮一樣，努庫阿洛法設有地區官員 (Ofisa vahe) 和城市官員 (Ofisa kolo)。他們的主要任務是讓人民知道政府的命令。市政官員職位的空缺在當地報紙上刊登廣告。警察、消防員和醫院等服務由國家政府組織。國家政府設在努庫阿洛法。立法議會在那裡開會，此外努庫阿洛法還是外國大使館的所在地。
2018年2月12日至13日，湯加議會大廈被颶風吉塔摧毀，議會被轉移到位於市中心以南4公里（2.5英里）的湯加國家中心。

## 經濟
努庫阿洛法目前是湯加的經濟中心，主要出口商品是乾椰子仁、香蕉、香子兰和手工艺品，該市有市場和中央商務區，其中主要的金融機構湯加中央銀行總部則設在該市內 ，其中農業為三大經濟支柱之一，近年旅遊業是政府收入的重要來源之一。政府積極鼓勵和發展旅遊業，以推動其它經濟部門的發展。
另外努庫阿洛法共0.9% 的人口在北部海岸從事捕魚活動，其中由於周圍的海域遼闊，因此當地漁業資源較豐富。近年來開始向外國漁船有限開放，使得該地區魚類產品的產量和出口增長迅速，輸入至薩摩亞、美屬薩摩亞和斐濟等地。

## 交通
努庫阿洛法是湯加的交通樞紐進出口貨物的集散地，城市內設有公共巴士及出租車，目前湯加沒有可運營的鐵路或有軌電車，曾在過去設有一條從潟湖到碼頭的窄軌鐵路，現已廢止。努庫阿洛法港是島上唯一的深水港，目前此區域則提供外商輪船，漁民和前往外島的渡輪使用。航空業則由位於湯加塔布南側的富阿阿莫圖國際機場提供，距努庫阿洛法35 公里（22 英里）。

## 姊妹城市
- 英國惠特比
- 中華人民共和國海南省海口市[來源請求]
- 美國賓夕法尼亞州路澤恩縣的黑茲爾頓（Hazleton）

## 外部連結
维基共享资源上的相關多媒體資源：努库阿洛法